# Abdul Rehman
Abdul Rehman (4 marzo 1929) è un atleta pakistano.
Ha partecipato ai Giochi di Helsinki 1952, gareggiando nei 400m.